# Сорокин, Василий Иванович (учёный)
Васи́лий Ива́нович Соро́кин (1848, Екатеринбург — 1919, Екатеринбург) — русский учёный, заслуженный профессор агрономии Казанского университета, доктор химии.

## Биография
Родился в Екатеринбурге 17 (29) декабря 1848 года. «Энциклопедический словарь Брокгауза и Ефрона» указывает, что среднее образование он получил в оренбургской гимназии, а «Биографический словарь профессоров и преподавателей Императорского Казанского университета» даёт другую информацию: «среднее образование получил в казанской первой (1859—1861) и в екатеринбургской (1861—1865) гимназиях». Затем учился на естественном отделении физико-математического факультета Казанского университета, который окончил со степенью кандидата в 1870 году и был оставлен хранителем музея университетской химической лаборатории.
В сентябре 1871 года был командирован в Москву, где в течение двух лет занимался в Петровской академии под руководством П. А. Ильенкова и И. А. Стебута агрономической химией и агрономией. В 1873 году в качестве профессорского стипендиата казанского университета ещё год занимался биологией под руководством профессора А. С. Фаминцына в Петербургском университете.
После защиты диссертации «Усвоение азота, азотнокислых и аммиачных соединений растениями» 12 декабря 1874 года он был утверждён приват-доцента и начал преподавание агрономической химии в Казанском университете. В 1880 году получил степень магистра химии и был избран доцентом. В 1875—1879 годах снова был хранителем музея химической лаборатории.
После защиты диссертации «К вопросу о строении некоторых непредельных соединений с повторяющейся двойной связью. Окисление диаллила и диаллилметилкарбинала» 19 января 1880 года получил степень магистра химии и 22 марта стал доцентом. С 1885 года читал курс агрономии, тогда же им была устроена агрономическая лаборатория при университете. Получил степень доктора химии за диссертацию «Аннилиды и талуиды глюкозы» и 1 января 1888 года был утверждён экстраординарным профессором на кафедре агрономии. С 19 января 1893 года — ординарный профессор, с 12 декабря 1899 года — заслуженный профессор.
В 1904 году был произведён в действительные статские советники. В 1906 году вышел в отставку.